# Italia en la Copa Mundial de Fútbol de 2006
La selección de Italia era uno de los 32 países participantes de la Copa Mundial de Fútbol de 2006, realizada en Alemania.
Italia era uno de los equipos más exitosos en la historia del torneo, luego de haber ganado los campeonatos de 1934, 1938 y 1982. Sin embargo, y a pesar de tener buenas presentaciones, en los años anteriores Italia había sido eliminada ya sea por tiros penales (en la final de 1994 y en cuartos de final en 1998) o por gol de oro (en un controvertido partido durante la edición de 2002).
El equipo italiano llegó a Alemania con un equipo renovado, donde sólo 8 de los 23 convocados participaron en el anterior torneo, destacando los líderes Gianluigi Buffon, Francesco Totti, Alessandro Del Piero y el capitán Fabio Cannavaro, y destacando la ausencia de hombres importantes como el capitán anterior Paolo Maldini. En primera ronda, participaron en el Grupo E , donde debieron enfrentar a Ghana, Estados Unidos y la República Checa. En los primeros partidos, Italia se vio complicada por sus rivales mas pudo controlar la situación y alcanzar el primer lugar de su grupo y la clasificación a segunda ronda.
En octavos de final, Italia se enfrentó ante Australia. Los Socceroos dominaron gran parte del partido (gracias también a la expulsión, quizás severa, de Marco Materazzi), pero no pudieron anotar un gol gracias a la férrea defensa itálica y a la buena actuación del portero Gianluigi Buffon. Segundos antes de que el partido fuera prorrogado, el árbitro Luis Medina Cantalejo cobró una "polémica" falta en el área penal de Lucas Neill sobre Fabio Grosso en el minuto 93, lo que provocaría la anotación de Francesco Totti desde los 11 metros y así la victoria italiana. Sin embargo, las imágenes le dan razón al árbitro, Grosso acentúa la caída pero Neill en deslizamiento golpea el jugador italiano a la pierna, antes con el brazo y después con el cuerpo, haciéndolo tropezar y caer.
Ucrania, el rival en cuartos de final, no fue un gran obstáculo e Italia los derrotó por 3:0. Sin embargo, uno de los favoritos en ese momento, Alemania fue un durísimo adversario en semifinales; en uno de los más intensos encuentros del torneo, los italianos derrotaron minutos antes del fin de la prórroga con goles de Grosso y Del Piero (118' y 120') a los locales y clasificaron a su sexta final en la historia de la Copa Mundial.
En la final, Italia se enfrentó a Francia. En el primer tiempo, un polémico penal, cobrado por Zinedine Zidane puso tempranamente en ventaja a los galos, pero Marco Materazzi igualaría el marcador. Italia comenzó a presionar y a dominar el partido, pero tras el descanso, Francia tomó control del encuentro mas no logró derrotar al guardameta Buffon y el empate se mantuvo hasta los tiros penales, donde tras un error de David Trezeguet, Italia alcanzó la victoria final y el tetracampeonato.

## Clasificación

### Grupo 5
| Equipo      | Pts | PJ | PG | PE | PP | GF | GC | Dif |
| ----------- | --- | -- | -- | -- | -- | -- | -- | --- |
| Italia      | 23  | 10 | 7  | 2  | 1  | 17 | 8  | 9   |
| Noruega     | 18  | 10 | 5  | 3  | 2  | 12 | 7  | 5   |
| Escocia     | 13  | 10 | 3  | 4  | 3  | 9  | 7  | 2   |
| Eslovenia   | 12  | 10 | 3  | 3  | 4  | 10 | 13 | 3   |
| Bielorrusia | 10  | 10 | 2  | 4  | 4  | 12 | 14 | -2  |
| Moldavia    | 5   | 10 | 1  | 2  | 7  | 5  | 16 | -11 |

| Fecha                   | Lugar    |             |  | Resultado |  |             |
| ----------------------- | -------- | ----------- |  | --------- |  | ----------- |
| 4 de septiembre de 2004 | Palermo  | Italia      |  | 2:1 (1:1) |  | Noruega     |
| 8 de septiembre de 2004 | Chisináu | Moldavia    |  | 0:1 (0:1) |  | Italia      |
| 9 de octubre de 2004    | Celje    | Eslovenia   |  | 1:0 (0:0) |  | Italia      |
| 13 de octubre de 2004   | Parma    | Italia      |  | 4:3 (2:0) |  | Bielorrusia |
| 26 de marzo de 2004     | Milán    | Italia      |  | 2:0 (1:0) |  | Escocia     |
| 4 de junio de 2005      | Oslo     | Noruega     |  | 0:0       |  | Italia      |
| 3 de septiembre de 2005 | Glasgow  | Escocia     |  | 1:1 (1:0) |  | Italia      |
| 7 de septiembre de 2005 | Minsk    | Bielorrusia |  | 1:4 (1:3) |  | Italia      |
| 8 de octubre de 2005    | Palermo  | Italia      |  | 1:0 (0:0) |  | Eslovenia   |
| 12 de octubre de 2005   | Lecce    | Italia      |  | 2:1 (0:0) |  | Moldavia    |

## Jugadores
Datos corresponden a situación previo al inicio del torneo
| #  | Nombre               | Posición      | Edad | PJ Sel | Club           |
| -- | -------------------- | ------------- | ---- | ------ | -------------- |
| 1  | Gianluigi Buffon     | Portero       | 28   | 60     | Juventus       |
| 2  | Cristian Zaccardo    | Defensa       | 24   | 12     | Palermo        |
| 3  | Fabio Grosso         | Defensa       | 28   | 17     | Palermo        |
| 4  | Daniele De Rossi     | Mediocampista | 22   | 17     | Roma           |
| 5  | Fabio Cannavaro      | Defensa       | 32   | 93     | Juventus       |
| 6  | Andrea Barzagli      | Defensa       | 25   | 8      | Palermo        |
| 7  | Alessandro Del Piero | Delantero     | 31   | 74     | Juventus       |
| 8  | Gennaro Gattuso      | Mediocampista | 28   | 41     | Milán          |
| 9  | Luca Toni            | Delantero     | 29   | 18     | Fiorentina     |
| 10 | Francesco Totti      | Delantero     | 29   | 51     | Roma           |
| 11 | Alberto Gilardino    | Delantero     | 23   | 15     | Milán          |
| 12 | Angelo Peruzzi       | Portero       | 36   | 31     | Lazio          |
| 13 | Alessandro Nesta     | Defensa       | 30   | 74     | Milán          |
| 14 | Marco Amelia         | Portero       | 24   | 1      | Livorno        |
| 15 | Vincenzo Iaquinta    | Delantero     | 26   | 12     | Udinese        |
| 16 | Mauro Camoranesi     | Mediocampista | 29   | 21     | Juventus       |
| 17 | Simone Barone        | Mediocampista | 28   | 13     | Palermo        |
| 18 | Filippo Inzaghi      | Delantero     | 32   | 49     | Milán          |
| 19 | Gianluca Zambrotta   | Defensa       | 29   | 52     | Juventus       |
| 20 | Simone Perrotta      | Mediocampista | 28   | 24     | Roma           |
| 21 | Andrea Pirlo         | Mediocampista | 27   | 24     | Milán          |
| 22 | Massimo Oddo         | Defensa       | 30   | 20     | Milán          |
| 23 | Marco Materazzi      | Defensa       | 32   | 28     | Inter de Milán |
| DT | Marcello Lippi       |               |      |        |                |

## Preparación

### Partidos previos
Datos correspondientes al periodo entre la finalización de la Eurocopa 2004 y el inicio de la Copa Mundial de Fútbol de 2006
| Fecha                   | Lugar           | Competición |                 |                             | Resultado |                                |                     |
| ----------------------- | --------------- | ----------- | --------------- | --------------------------- | --------- | ------------------------------ | ------------------- |
| 18 de agosto de 2004    | Reikiavik       | Amistoso    | Islandia        | Bandera de Islandia         | 2:0 (2:0) | Bandera de Italia              | Italia              |
| 17 de noviembre de 2004 | Messina         | Amistoso    | Italia          | Bandera de Italia           | 1:0 (1:0) | Bandera de Finlandia           | Finlandia           |
| 9 de febrero de 2005    | Cagliari        | Amistoso    | Italia          | Bandera de Italia           | 2:0 (0:0) | Bandera de Rusia               | Rusia               |
| 30 de marzo de 2005     | Padua           | Amistoso    | Italia          | Bandera de Italia           | 0:0 (0:0) | Bandera de Islandia            | Islandia            |
| 8 de junio de 2005      | Toronto         | Amistoso    | Italia          | Bandera de Italia           | 1:1 (0:1) | Bandera de Serbia y Montenegro | Serbia y Montenegro |
| 11 de junio de 2005     | East Rutherford | Amistoso    | Italia          | Bandera de Italia           | 1:1 (1:1) | Bandera de Ecuador             | Ecuador             |
| 17 de agosto de 2005    | Dublín          | Amistoso    | Irlanda         | Bandera de Irlanda          | 1:2 (1:2) | Bandera de Italia              | Italia              |
| 12 de noviembre de 2005 | Ámsterdam       | Amistoso    | Países Bajos    | Bandera de los Países Bajos | 1:3 (1:2) | Bandera de Italia              | Italia              |
| 16 de noviembre de 2005 | Lancy           | Amistoso    | Costa de Marfil | Bandera de Costa de Marfil  | 1:1 (0:0) | Bandera de Italia              | Italia              |
| 1 de marzo de 2006      | Florencia       | Amistoso    | Italia          | Bandera de Italia           | 4:1 (3:0) | Bandera de Alemania            | Alemania            |
| 31 de mayo de 2006      | Ginebra         | Amistoso    | Suiza           | Bandera de Suiza            | 1:1 (1:1) | Bandera de Italia              | Italia              |
| 2 de junio de 2006      | Lausanne        | Amistoso    | Ucrania         | Bandera de Ucrania          | 1:1 (1:1) | Bandera de Italia              | Italia              |

## Participación

### Primera fase
| Equipo          | Pts | PJ | PG | PE | PP | GF | GC | Dif |
| --------------- | --- | -- | -- | -- | -- | -- | -- | --- |
| Italia          | 7   | 3  | 2  | 1  | 0  | 5  | 1  | +4  |
| Ghana           | 6   | 3  | 2  | 0  | 1  | 4  | 3  | +1  |
| República Checa | 3   | 3  | 1  | 0  | 2  | 3  | 4  | -1  |
| Estados Unidos  | 1   | 3  | 0  | 1  | 2  | 2  | 6  | -4  |

| 12 de junio de 2006, 21:00 | Italia                   | 2:0 (1:0) | Ghana | AWD-Arena, Hanóver                                                |                                                                   |
|                            | Pirlo 40' · Iaquinta 83' | Reporte   |       | Asistencia: 42.000 espectadores Árbitro(s): Carlos Simon (Brasil) | Asistencia: 42.000 espectadores Árbitro(s): Carlos Simon (Brasil) |

| 17 de junio de 2006, 21:00 | Estados Unidos      | 1:1 (1:1) | Italia        | Fritz-Walter-Stadion, Kaiserslautern                                  |                                                                       |
|                            | Zaccardo 27' (a.g.) | Reporte   | Gilardino 22' | Asistencia: 46.000 espectadores Árbitro(s): Jorge Larrionda (Uruguay) | Asistencia: 46.000 espectadores Árbitro(s): Jorge Larrionda (Uruguay) |

| 22 de junio de 2006, 16:00 | Italia                      | 2:0 (1:0) | República Checa | AOL Arena, Hamburgo                                                    |                                                                        |
|                            | Materazzi 26' · Inzaghi 87' | Reporte   |                 | Asistencia: 55.000 espectadores Árbitro(s): Armando Archundia (México) | Asistencia: 55.000 espectadores Árbitro(s): Armando Archundia (México) |

### Octavos de final
| 26 de junio de 2006, 17:00 | Italia             | 1:0 (0:0) | Australia | Fritz-Walter-Stadion, Kaiserslautern                                       |                                                                            |
|                            | Totti 90+5' (pen.) | Reporte   |           | Asistencia: 46.000 espectadores Árbitro(s): Luis Medina Cantalejo (España) | Asistencia: 46.000 espectadores Árbitro(s): Luis Medina Cantalejo (España) |

### Cuartos de final
| 30 de junio de 2006, 21:00 | Italia                       | 3:0 (1:0) | Ucrania | AOL Arena, Hamburgo                                                      |                                                                          |
|                            | Zambrotta 6' · Toni 59', 69' | Reporte   |         | Asistencia: 50.000 espectadores Árbitro(s): Frank De Bleeckere (Bélgica) | Asistencia: 50.000 espectadores Árbitro(s): Frank De Bleeckere (Bélgica) |

### Semifinales
| 4 de julio de 2006, 21:00 | Italia                         | 2:0 (0:0, 0:0) (t. s.) | Alemania | Signal Iduna Park, Dortmund                                            |                                                                        |
|                           | Grosso 119' · Del Piero 120+1' | Reporte                |          | Asistencia: 65.000 espectadores Árbitro(s): Armando Archundia (México) | Asistencia: 65.000 espectadores Árbitro(s): Armando Archundia (México) |

### Final
| 9 de julio de 2006, 20:00 | Italia                                            | 1:1 (1:1, 1:1) (t. s.)(5:3 p.) | Francia                               | Estadio Olímpico, Berlín                                     |                                                              |
| | Materazzi 19'                                     | Reporte                        | Zidane 7' (pen.)                      | Asistencia: 69.000 espectadores Árbitro(s): Horacio Elizondo | Asistencia: 69.000 espectadores Árbitro(s): Horacio Elizondo |
| |                                                   | Tiros desde el punto penal     |                                       |                                                              |                                                              |
| | Pirlo · Materazzi · De Rossi · Del Piero · Grosso |                                | Wiltord · Trezeguet · Abidal · Sagnol |                                                              |                                                              |
| El argentino Horacio Elizondo fue el primer árbitro en dirigir el partido inaugural y la final de un mismo Mundial. Segunda final que termina en empate y se define en los penales. Italia consigue su cuarto título después de 24 años. Zinedine Zidane fue el cuarto jugador en anotar en dos finales de la Copa del Mundo. |                                                   |                                |                                       |                                                              |                                                              |

### Participación de jugadores
| #  | Nombre               | Posición      | PJ | Min |   | Asist | Tiros  | Faltas |   |   |
| -- | -------------------- | ------------- | -- | --- | - | ----- | ------ | ------ | - | - |
| 2  | Cristian Zaccardo    | Defensa       | 3  | 157 | 0 | 0     | 0      | 2-0    | 0 | 0 |
| 3  | Fabio Grosso         | Defensa       | 6  | 600 | 1 | 0     | 2      | 8-6    | 1 | 0 |
| 4  | Daniele De Rossi     | Mediocampista | 3  | 177 | 0 | 0     | 1      | 2-2    | 1 | 1 |
| 5  | Fabio Cannavaro      | Defensa       | 7  | 690 | 0 | 0     | 4      | 10-11  | 0 | 0 |
| 6  | Andrea Barzagli      | Defensa       | 2  | 125 | 0 | 0     | 0      | 4-1    | 0 | 0 |
| 7  | Alessandro Del Piero | Delantero     | 5  | 172 | 1 | 0     | 4      | 5-6    | 0 | 0 |
| 8  | Gennaro Gattuso      | Mediocampista | 6  | 552 | 0 | 1     | 2      | 18-14  | 2 | 0 |
| 9  | Luca Toni            | Delantero     | 6  | 479 | 2 | 0     | 17     | 28-12  | 0 | 0 |
| 10 | Francesco Totti      | Delantero     | 7  | 465 | 1 | 4     | 14     | 14-3   | 1 | 0 |
| 11 | Alberto Gilardino    | Delantero     | 5  | 304 | 1 | 1     | 8      | 9-3    | 0 | 0 |
| 13 | Alessandro Nesta     | Defensa       | 3  | 196 | 0 | 0     | 0      | 0-2    | 0 | 0 |
| 15 | Vincenzo Iaquinta    | Delantero     | 5  | 192 | 1 | 0     | 5      | 2-4    | 1 | 0 |
| 16 | Mauro Camoranesi     | Mediocampista | 5  | 350 | 0 | 0     | 3      | 11-8   | 2 | 0 |
| 17 | Simone Barone        | Mediocampista | 2  | 40  | 0 | 0     | 0      | 2-3    | 0 | 0 |
| 18 | Filippo Inzaghi      | Delantero     | 1  | 31  | 1 | 0     | 3      | 0-2    | 0 | 0 |
| 19 | Gianluca Zambrotta   | Defensa       | 6  | 600 | 1 | 1     | 4      | 8-14   | 3 | 0 |
| 20 | Simone Perrotta      | Mediocampista | 7  | 613 | 0 | 0     | 6      | 4-5    | 0 | 0 |
| 21 | Andrea Pirlo         | Mediocampista | 7  | 667 | 1 | 4     | 7      | 14-6   | 0 | 0 |
| 22 | Massimo Oddo         | Defensa       | 1  | 23  | 0 | 0     | 0      | 1-0    | 0 | 0 |
| 23 | Marco Materazzi      | Defensa       | 4  | 363 | 2 | 0     | 3      | 8-4    | 0 | 1 |
| #  | Nombre               | Posición      | PJ | Min |   | Prom. | Atajos | Faltas |   |   |
| 1  | Gianluigi Buffon     | Portero       | 7  | 690 | 2 | 0,29  | 27     | 2-0    | 0 | 0 |
| 12 | Angelo Peruzzi       | Portero       | 0  | 0   | 0 | 0     | 0      | 0-0    | 0 | 0 |
| 14 | Marco Amelia         | Portero       | 0  | 0   | 0 | 0     | 0      | 0-0    | 0 | 0 |

## Curiosidades
- De los 12 goles anotados por el equipo, 10 fueron anotados por distintos jugadores. Solo Luca Toni y Marco Materazzi anotaron dos goles. Este hecho sólo fue repetido por Francia en la Copa Mundial de Fútbol de 1982.
- Italia fue la única escuadra en la que sus 20 jugadores de campo convocados jugaron algún minuto en la cancha. Solo el arquero Gianluigi Buffon y el capitán Fabio Cannavaro jugaron todos los minutos de los siete partidos disputados.
- En tres de las seis oportunidades en que Italia ha jugado la final del Mundial, Alemania ha alcanzado el tercer lugar. De esas, en 1970 y en 2006, ambos equipos se enfrentaron en semifinales.
- En un concurso realizado por Hyundai, los aficionados de los equipos eligieron un lema para cada seleccionado, el cual sería colocado en los buses que transportarían a los jugadores a lo largo del país. El eslogan elegido para Italia fue «Orgoglio azzurro, Italia nel cuore» (Orgullo azul, Italia en el corazón)[2]
- Italia eligió la localidad de Duisburgo, en el estado de Renania del Norte-Westfalia, como su "cuartel" durante la realización del torneo.
- Italia al igual que Brasil y Alemania, tardó 24 años en ganar su 4.º título Mundial
- Los 23 jugadores seleccionados jugaban en la serie A